# 麥皓為
麥皓為（英語：Mak Ho Wai，1946年1月7日—2022年4月14日），香港已故無綫電視及新傳媒電視機構前男藝員，其三弟為資深演員麥大成。

## 生平及簡歷介紹
麥皓為三弟麥大成在1970年代中至1980年代初為香港無綫電視藝人，於1982年全家死於桂林空難。麥皓為在胞弟死後加入第十二期無綫電視藝員訓練班，他表示加入藝訓班是為了繼承亡弟的遺志。麥皓為於1983年在訓練班畢業，繼而成為無綫電視藝人，晉身電視圈。
1994年，麥皓為轉至新加坡電視圈發展。1997年，他榮獲新加坡紅星大獎十大最受歡迎男藝人。2007年起淡出電視圈，之後曾任新加坡国家博物馆华文义工导览讲解员。
2022年4月14日，在新加坡家中逝世，享壽76歲。

## 演出作品
*以下列表只記錄麥皓為演出過的電影及電視劇作品，若有遺漏，請協助補充相關資料。

### 電視劇（無綫電視）
- 1977年 家變 飾 詹伯林的下属
- 1983年 北斗雙雄 飾 話劇觀眾（第五集）
- 1983年 射鵰英雄傳 飾 村民
- 1984年 笑傲江湖 飾 禿筆翁
- 1984年 鹿鼎記 飾 瑞棟
- 1985年 後生可畏
- 1985年 新紮師兄續集 飾 吳化
- 1985年 雪山飛狐 飾 王劍傑
- 1986年 倚天屠龍記 飾 朱元璋
- 1986年 神勇CID
- 1986年 工字打出頭 飾 廣告公司經理
- 1986年 賊公阿牛
- 1986年 黃金十年
- 1987年 飲馬江湖
- 1987年 生命之旅
- 1987年 書劍恩仇錄 飾 滕一雷
- 1988年 都市方程式 飾 老井
- 1988年 大茶園 飾 仇五
- 1988年 太平天國 飾 奕山
- 1988年 鬥氣一族
- 1989年 晉文公傳奇 飾 齊國大使
- 1989年 義不容情 飾 馮律師
- 1989年 他來自江湖 飾 廖先生（第12,17,20集）
- 1990年 午夜太陽 飾 朱德炳
- 1990年 孖仔孖心肝 飾 曾導演
- 1990年 香港蛙人 飾 芳夫
- 1990年 大家族 飾 司機
- 1990年 我本善良 飾 容金慶
- 1990年 燃燒歲月 飾 喬柏年
- 1990年 人在邊緣 飾 柴叔
- 1991年 今生無悔 飾 林醫生
- 1991年 藍色風暴 飾 唐
- 1991年 闔府搶錢 飾 男客
- 1991年 三八佳人 飾 劉先生
- 1991年 情陷特區 飾 老曾
- 1991年 怒海孤鴻 飾 監控官
- 1991年 蜀山奇俠之仙侶奇緣 飾 大法師/巫師
- 1991年 浪族闊少爺 飾 司機王
- 1992年 飛星尋龍 飾 幹部
- 1992年 我愛牙擦蘇 飾 阿牛
- 1992年 他來自天堂 飾 Sam
- 1992年 中神通王重陽 飾 金國國師
- 1992年 九反威龍 飾 CID標
- 1992年 妙探出更 飾 地政督察
- 1992年 壹號皇庭 飾 昌律師
- 1992年 大時代 飾 報紙檔老闆
- 1992年 巨人 飾 製作人
- 1992年 沖天小子 飾 陳國南
- 1992年 重案傳真 飾 老闆
- 1992年 水滸英雄傳 飾 陳大叔
- 1993年 居者冇其屋 飾 李律師
- 1993年 壹號皇庭II 飾 德叔
- 1993年 金牙大狀 飾 李鴻章
- 1993年 開心華之里飾 陳忠
- 1993年 超能幹探Supercop 飾 大懲罰
- 1993年 馬場大亨 飾 伙計甲
- 1993年 龍兄鼠弟 飾 朱偉強
- 1993年 如來神掌再戰江湖 飾 阿三/阿上
- 1993年 天倫 飾 Frankie/導演
- 1994年 金毛獅王 飾 王百萬
- 1994年 獨臂刀客 飾 掃地僧
- 1994年 清宮氣數錄 飾 高千波
- 1994年 親恩情未了 飾 酒樓經理
- 1994年 射鵰英雄傳之九陰真經 飾 黑島主
- 1994年 射鵰英雄傳之南帝北丐 飾 宋高宗
- 1994年 射雕英雄传 饰 完颜洪烈府汤总管
- 1994年 烈火狂奔 飾 監製
- 1994年 恨鎖金瓶 飾 何老九
- 1994年 新父子時代 飾 杜一飛
- 1994年 再見亦是老婆 飾 袁珮珮父親
- 1994年 成日受傷的男人 飾 何伯
- 1994年 小李飛刀 飾 太醫
- 1994年 新重案傳真 飾 檢控官

### 電視劇（新傳媒電視）
- 1995年 浪子的童话 饰 阿龙 （电视电影）
- 1995年 爱在心处 饰 吴经理
- 1995年 血案迷情 饰 忠叔 （电视电影）
- 1995年 奇缘III 之《深水情郎》 饰 葛镇洪
- 1995年 医胆仁心 饰 张潜
- 1995年 海岸猎鹰 饰 庄尼 （电视电影）
- 1995年 有儿万事足 饰 沈医生 （电视电影）
- 1995年 陽光列車 饰 方金石
- 1995年 惊魂恋 饰 宋江山（电视电影）
- 1995年 潮州家族 饰 王专员
- 1995年 女探三人组 之《朋友》、《解迷》 饰 导演
- 1995年 生命火花 饰 李志源父
- 1995年 展翅高飞 饰 许之炳
- 1995年 金枕头 饰 皮耶方 (Wind)
- 1995年 法医故事2 饰 胡来春
- 1996年 阿雪 饰 山本
- 1996年 敢敢做個開心人 飾 郭水龍 (老Hero)
- 1996年 创意先锋 饰 钱铭顺
- 1997年 财神到 饰 余为顺 （电视电影）
- 1997年 婚姻法庭 饰 叶永盛
- 1997年 迷情专访 饰 贾明道（电视电影）
- 1997年 Uncle当自强 饰 马威连
- 1997年 客家之歌 饰 张水泉
- 1997年 敢敢做個開心人2 飾 郭水龍 (老Hero)
- 1998年 七个梦 之《快乐戏院》 饰 朱子祺
- 1998年 神鵰俠侶 飾 周伯通
- 1998年 東遊記 飾 漢鍾離
- 1998年 卫斯理传奇 之《轮回》 饰 林立仁
- 1998年 敢敢做個開心人3 飾 郭水龍 (老Hero)
- 1999年 错体双宝 饰 常仁
- 1999年 敢敢做個開心人|敢敢做個開心人4 飾 郭水龍 (老Hero)
- 2000年 流金税月 饰 陈福
- 2000年 笑傲江湖 饰 平一指 （药王）
- 2000年 敢敢做個開心人5 飾 郭水龍 (老Hero)
- 2001年 世纪攻略 饰 冯鹤鸣
- 2001年 阿灿正传 饰 胡三奇
- 2001年 迷幻特警 饰 William
- 2001年 敢敢做個開心人6 飾 郭水龍 (老Hero)
- 2002年 星梦情真 饰 姚坤
- 2002年 春到人间
- 2003年 一切由慎开始2 之《铁人阿木》 饰 陌生人
- 2003年 我家四个宝 饰 吴旺兴
- 2004年 真心蜜语 饰 丁来发
- 2005年 梦在手里 饰 岑菲父（特别客串）

### 電視劇（其他）
- 2009年 寶貝女兒好媽媽（上海文廣傳媒集團）

### 綜藝節目（無綫電視）
- 點解咁好笑（1988）
- 笑星救地球（1990-1991）
- 娛樂専門店（1990）
- 點解香港咁過癮（1990）
- 開心浪漫俏佳人 （1991）
- 香港怪招（1992）
- 時事笑爆鏡（1992）
- 娛樂笑爆鏡（1992）
- 點解香港咁過癮1993（1993）

### 電影
- 天靈靈．地靈靈（1986）
- 精裝追女仔之2（1988）
- 刑警本色（1988）
- 最佳女婿（1988）
- 特警90（1989）
- 夜瘋狂（1989）
- 笑星撞地球（1990）
- 豪門夜宴 (1991)
- 機Boy小子之真假威龍（1992）
- 一本漫畫闖天涯Ⅱ（1993）
- 千面天王（1993）
- 沙甸魚殺人事件（1994）
- 天崖追兇（1994）
- 血案迷情（1995）
- 海岸獵鷹（1995）

### 歌曲
- 財神到我家，合唱：林梅娇、陳慧慧、潘玲玲、劉秋蓮、陳澍承、劉謙益、黃世南，收錄於《群星賀歲福牛迎瑞年》，製作發行：環球唱片/新傳媒，發行日期：2008年12月29日。[5]

## 外部連結
- 香港影庫．麥皓為 （页面存档备份，存于）